# Tatafu Polota-Nau
Tatafu Polota-Nau (ur. 26 lipca 1985 w Sydney) – australijski rugbysta występujący na pozycji młynarza w zespole Waratahs i reprezentacji kraju, zdobywca brązowego medalu podczas Pucharu Świata w Rugby 2011.

## Kariera klubowa
Skupiony na nauce Polota-Nau pierwszy kontakt z tym sportem miał poprzez grającą siostrę. Grę w rugby podjął w trakcie nauki w Granville South High School w wieku szesnastu lat pod wpływem chętnego do utworzenia drużyny nowego nauczyciela. Rozpoczął od występów w trzeciej linii młyna, grał następnie na wszystkich pozycjach w jego pierwszej linii oraz jako łącznik ataku, a w 2002 roku został mianowany kapitanem zespołu. Prócz gry w szkole rozpoczął też treningi w Merrylands Wolves. a następnie w Parramatta Two Blues i z tym ostatnim pozostał związany przez całą karierę wspomagając go zarówno na boisku, jak i poza nim.
W ostatnim roku nauki David Nucifora przekonał Polota-Nau do dołączenia do Akademii Brumbies. Jej członkiem był w latach 2004–2005, występował także w przedsezonowych spotkaniach tego zespołu.
Powrócił następnie do Sydney i podpisał kontrakt z Waratahs, w którego barwach zadebiutował już w lipcu 2005 roku towarzyskim meczem z Auckland, a pierwszy mecz w Super 14 rozegrał w inauguracyjnej kolejce sezonu 2006. Kampania Waratahs zakończyła się na półfinale, a Polota-Nau wystąpił z ławki rezerwowych we wszystkich meczach sezonu będąc zmiennikiem Adama Freiera. W październiku tego roku zagrał również dla Australian Barbarians.
W sezonie 2007 spośród dwunastu występów dwa zaliczył w wyjściowej piętnastce, jedno spotkanie opuścił zaś z powodu rehabilitacji po urazie łokcia. Pomiędzy sierpniem a październikiem tego roku wziął udział w jedynym rozegranym sezonie rozgrywek Australian Rugby Championship będąc przydzielony do zespołu Western Sydney Rams i obejmując w nim rolę wicekapitana. Zagrał w nim we wszystkich ośmiu meczach zakończonej na pierwszej pozycji fazy grupowej, lecz z przegranego półfinału wyeliminowała go kontuzja.
Rok 2008 rozpoczął występami w podstawowym składzie we wszystkich trzech przedsezonowych meczach przygotowawczych, od początku rozgrywek Super 14 ponownie zajął miejsce na ławce rezerwowych. Po pięciu meczach w tej roli, kolejne osiem spotkań fazy zasadniczej zaliczył już w wyjściowej piętnastce. Z powodu urazu ręki opuścił zwycięski półfinałowy pojedynek z Sharks, powrócił jednak na mecz finałowy, w którym Waratahs ulegli nowozelandzkim Crusaders. Miejsce w pierwszym składzie utrzymał również rok później – z trzynastu meczów sezonu tylko w jednym wyszedł na boisko z ławki rezerwowych. Osiągnął w nim także barierę pięćdziesięciu spotkań rozegranych dla Waratahs oraz w rozgrywkach Super 14, czyniąc to dodatkowo jako najmłodszy gracz w historii. Pomimo ofert zarówno z kraju, jak i z zagranicy, przedłużył kontrakt z Waratahs o kolejne dwa lata.
W 2010 roku zagrał w trzynastu meczach zakończonego na półfinale sezonu, a jego forma została doceniona przyznawanym przez samych graczy Waratahs Matthew Burke Cup dla najlepszego zawodnika klubu. Z kolei jego postawa na boisku, jak i poza nim zaowocowała natomiast uhonoronowaniem Waratah Medal. Również rok później zagrał w trzynastu spotkaniach, z pozostałych czterech wyeliminowały go wstrząśnienie mózgu i dwukrotnie kontuzja kolana, a Waratahs ponownie znaleźli się w fazie pucharowej. W głosowaniu na najlepszego zawodnika zespołu uległ jedynie Kurtleyowi Beale, został jednak uznany najlepszym w formacji młyna. Jeszcze w marcu 2011 roku podpisał przedłużenie umowy z Waratahs o kolejne dwa lata.
Także w 2012 roku był jednym z filarów drużyny, wyróżniającym się w szczególności w grze w polu, ponownie znalazł się w czołowej trójce Matthew Burke Cup, otrzymał także ustanowioną w tym roku nagrodę dla najlepszego zawodnika według kibiców zespołu. W trakcie sezonu opuścił dwa mecze w maju z powodu kolejnego wstrząśnienia mózgu, w pozostałych czternastu był zawodnikiem wyjściowej piętnastki.
Z kolei sezon 2013 Polota-Nau miał przerywany kontuzjami – w marcu i kwietniu doznawał urazów ścięgna, a złamana w maju ręka zakończyła jego udział w tej edycji rozgrywek Super Rugby. Zgromadził w nim jednak dziewięć występów przekraczając tym samym granicę stu występów w stanowych barwach. Odrzucił też ofertę z francuskiego Stade Toulousain i przedłużył kontrakt z Waratahs do końca roku 2016. Odnosząc się do jego coraz częstszych kontuzji sztab trenerski zalecił mu zmianę stylu szarżowania, po której jego rola w obronie miała jeszcze wzrosnąć.

## Kariera reprezentacyjna
W 2001 roku reprezentował stan w kategorii U-16, a następnie w zespołach U-18 w latach 2001 i 2002 oraz 2003, w dwóch ostatnich zajmując drugie lokaty mistrzostw kraju. W roku 2003 grający wówczas na pozycji rwacza Polota-Nau otrzymał wyróżnienie dla najlepszego szkolnego gracza w stanie. W 2001 roku grał w narodowym zespole U-17, a w dwóch kolejnych latach otrzymywał powołania do kadry Australian Schoolboys. Wystąpił we wszystkich pięciu rozegranych w tym okresie testmeczach, w jednym z nich pełniąc rolę kapitana.
W marcu 2004 roku otrzymał powołanie do reprezentacji U-19 na odbywające się w Południowej Afryce mistrzostwa świata, które zakończyły się ich szóstą pozycją. Rok później uczestniczył w zgrupowaniu, a następnie został wybrany do składu kadry U-21 na mistrzostwa świata. Polota-Nau zagrał we wszystkich pięciu spotkaniach zdobywając dwa przyłożenia, a Australijczycy dotarli do finału, w którym ulegli rówieśnikom z RPA. Jego postawa w tym turnieju dała mu nominację, a następnie nagrodę dla nagrody dla najlepszego zawodnika w tej kategorii wiekowej na świecie według IRB. Po wcześniejszych przygotowaniach po raz drugi na zawodach tej rangi pojawił się w roku 2006 i pełniąc rolę kapitana bądź wicekapitana pojawił się na boisku na pozycji młynarza lub wiązacza w czterech z pięciu meczów turnieju ponownie zdobywając dwa przyłożenia, a młodzi Australijczycy w meczu o brązowy medal ulegli Nowozelandczykom.
Występy w zespołach juniorskich zwróciły na niego uwagę selekcjonerów seniorskiej kadry i we wrześniu 2005 roku został powołany na zgrupowanie, a następnie wymieniony w składzie na listopadowe tournée do Europy. Rozpoczął je od dobrego występu w barwach Australii A przeciwko Barbarians Français, szansę debiutu w pierwszej reprezentacji otrzymał od Eddiego Jonesa w meczu z Anglikami 12 listopada. Miejsce na ławce rezerwowych utrzymał również tydzień później.
W kolejnym sezonie John Connolly wziął go pod uwagę jedynie przy ustalaniu składu na listopadową wyprawę do Europy. Na boisku pojawił się w testmeczu ze Szkotami, wystąpił również we wszystkich trzech spotkaniach kadry A z Ospreys, Irlandią A i Szkocją A. Jeszcze w grudniu 2006 roku został nominowany do szerokiego składu Wallabies przygotowującego się do Pucharu Świata 2007, na początku stycznia 2007 roku trener odesłał go ze zgrupowania, gdyż nie spełniał wymagań kondycyjnych. W ramach kadry A wystąpił jako podstawowy młynarz we wszystkich pięciu meczach Pucharu Narodów Pacyfiku 2007, a z walki o miejsce na Pucharze Świata wyeliminowała go doznana w tym turnieju kontuzja kolana.
Opuścił również pierwszą część kolejnego sezonu reprezentacyjnego z powodu złamanej w finale Super 14 ręki, która wymagała operacji. Powrócił do kadry Robbiego Deansa na Puchar Trzech Narodów 2008, podczas którego wystąpił w pięciu spotkaniach, w tym po raz pierwszy w wyjściowej piętnastce. Słaba postawa przeciwko Springboks, w szczególności w formacji autowej, kosztowała go miejsce w kończącym turniej meczu z Nowozelandczykami. Wyjechał następnie na kończące sezon reprezentacyjny tournée po Europie zaliczając kilkuminutowe epizody w spotkaniach z Włochami i Anglią oraz wyróżniając się w towarzyskim meczu z Barbarians.
Także przeciw Barbarians rozpoczął sezon 2009. Następnie znalazł się w składach na wszystkie czternaście testmeczów, a na boisko nie wyszedł jedynie w otwierającym Puchar Trzech Narodów 2009 spotkaniu z All Blacks. Wystąpił również w dwóch towarzyskich spotkaniach z brytyjskimi drużynami klubowymi, Gloucester i Cardiff Blues, zaś w czerwcowym meczu z Włochami zdobył swoje pierwsze punkty w kadrze, kolejne przyłożenie zdobywając przeciw Walijczykom w ostatnim meczu listopadowego tournée.
Przez kontuzję kostki stracił większość sezonu reprezentacyjnego 2010 – zmagający się z kontuzjami zawodnik został powołany do kadry na czerwcowe spotkania, opuściwszy pierwsze starcie Wallabies z Anglikami zagrał przeciw nim w barwach Australian Barbarians. W meczu tym uraz jednak pogłębił się i nastąpiła konieczność interwencji chirurgicznej, Polota-Nau pominięty został zatem w składach na Puchar Trzech Narodów oraz kończące sezon mecze na północnej półkuli. Z uwagi na kontuzje innych młynarzy został ściągnięty do Europy i zagrał w przegranym towarzyskim spotkaniu z Munster, a następnie z ławki rezerwowych w dwóch ostatnich testmeczach Australijczyków.
Został powołany do kadry na pierwszą część sezonu 2011 pomimo kontuzji odniesionej w sezonie ligowym wymagającej kilku tygodni odpoczynku. Opuścił zatem pierwszy od dekady triumf w Pucharze Trzech Narodów i powrócił do gry spotkaniem Australian Barbarians z Kanadą, które potwierdziło jego miejsce w kadrze na odbywający się w Nowej Zelandii Puchar Świata w Rugby 2011. Na turnieju tym w meczowym składzie znalazł się we wszystkich siedmiu spotkaniach, na boisku nie pojawił się jedynie w meczu z Rosją, a Australijczycy w całym turnieju zdobyli brązowe medale po wygranej nad Walią w meczu o trzecie miejsce. Przeciwko Walijczykom wystąpił jeszcze podczas jesiennego zwycięskiego minitournée, które obejmowało także mecz z Barbarians.
Opuściwszy przegrany mecz ze Szkocją sezon 2012 rozpoczął zwycięską trzymeczową serią z Walijczykami. Pozostał następnie w składzie na The Rugby Championship 2012, gdzie zagrał w pięciu spotkaniach, z rewanżowego spotkania z Nowozelandczykami wyeliminowała go bowiem niegroźna kontuzja. Przeciw All Blacks zagrał jednak w zremisowanym trzecim spotkaniu o Bledisloe Cup, po czym wyjechał z kadrą na kończące sezon mecze w Europie. Zagrał przeciwko Francuzom i Anglikom, urazy wyeliminowały go ze spotkania z Włochami, powrócił jednak na czwarty w tym roku mecz z Walią. W całym sezonie zagrał zatem w dwunastu z piętnastu spotkań Wallabies, we wszystkich w roli podstawowego młynarza.
Został wymieniony w szerokiej kadrze przygotowującej się do sezonu 2013, jednak nie stanął przeciwko British and Irish Lions podczas ich australijskiego tournée z powodu złamanej w meczu ligowym ręki. Po przejęciu funkcji selekcjonera kadry przez Ewena McKenzie pozostał w składzie na The Rugby Championship 2013, lecz z rozpoczynających zawody dwóch spotkań Bledisloe Cup wyeliminował go uraz ścięgna. Opuścił również pozostałe mecze tego turnieju, gdy na treningu kontuzja odnowiła się. Kolejną szansę na powrót do gry otrzymał w trzeciej części sezonu reprezentacyjnego, która obejmowała potyczkę z All Blacks i pięciomeczową serię spotkań w Europie. Sześciomiesięczną przerwę w grze zakończył występem z ławki rezerwowych przeciw Irlandii, a celebrowanie zwycięstwa w tym meczu zakończyło się dla Polota-Nau i pięciu innych zawodników zawieszeniem i odsunięciem od meczu ze Szkocją. Tydzień później zagrał, ponownie w roli rezerwowego, w ostatnim meczu tego roku – z Walią.

## Varia
- Uczęszczał do Croydon PS, Blaxcell Street Primary School oraz Granville South High School, następnie studiował w Królewskim Instytucie Technologii w Melbourne[5][181].
- Jego młodszy brat, Mika, również gra dla Parramatta Two Blues, zaś starsza siostra, Moala, grała na pozycji łącznika ataku, a następnie zajęła się pracą trenerską w tym klubie[1].
- W 2011 roku otrzymał nagrodę dla sportowca roku City of Parramatta[181].
- Jego kuzynami są rugbyści Campese, Apakuki i Salesi Maʻafu, ojciec Polota-Nau i matka braci Maʻafu są bowiem rodzeństwem[182].